# 죽음을 먹는 자
죽음을 먹는 자(Death Eaters)는 해리 포터 시리즈에서 마법사와 마녀들의 그룹을 이루며 마법사 볼드모트가 주도한다.
'죽음을 먹는 자'라는 명칭은 해리 포터와 불의 잔에서 처음 등장하며, 이후 알버스 덤블도어가 사망하자 마법부 장관이었던 루퍼스 스크림저를 시해하고 마법부와 호그와트를 접수, 전 마법세계를 공포로 몰아넣었으나 호그와트 전쟁에서 패해 수세에 몰렸으며, 해리 포터에 의해 볼드모트가 사망한 이후 대부분 사법처리되었다.
저자 J. K. 롤링에 따르면 이전에는 "The Knights of Walpurgis"(발푸르기스 기사단)라는 명칭을 사용하였다고 한다.

## 같이 보기
- 불사조 기사단